# Urolophus javanicus
Cá đuối gai độc Java (Urolophus javanicus) là một loài cá đuối trong họ Urolophidae, chỉ có một mẫu được quan sát là một con cái dài 33 cm (13 in) được bắt ngoài khơi Jakarta, Indonesia.